# Epicypta fuscomarginata
Epicypta fuscomarginata är en tvåvingeart som beskrevs av Loïc Matile 1979. Epicypta fuscomarginata ingår i släktet Epicypta och familjen svampmyggor. Inga underarter finns listade i Catalogue of Life.